# 跨黨派小組
跨黨派小組，後更名為超黨派小組，中華民國總統府在2000年8月14日成立的一個任務編組，目標是「凝聚全民共識、促進族群和諧、維護臺海和平及發展兩岸關係」，依據2000年6月26日陳水扁核定公布的《跨黨派小組設置要點》設立。

## 首長與成員
跨黨派小組召集人是李遠哲。
成員是白光勝、朱惠良、沈富雄、沈君山、吳豐山、吳東昇、明居正、林明成、林濁水、林子儀、范光群、洪冬桂、梁丹丰、陳添枝、曹興誠、黃崑虎、黃昭元、曾貴海、趙永清、蔡同榮、蕭新煌、顏建發。
跨黨派小組成立之始，就受到中國國民黨與親民黨的抵制。而後隨著新黨成員的退出，跨黨派小組顯得無黨可跨，遂改名為超黨派小組。